# A budapesti hidak vámszedőházai
A budapesti hidak vámszedőházai kiszolgálóépületek voltak, amelyek a hídvámok beszedésére szolgáltak. Többségüket a 20. század folyamán elbontották.

## Történetük
Budapesten a 19. század első felében merült fel állandó Duna-híd gondolata. A tervet megvalósítás követte, és 1839 és 1849 között felépült az első Duna-híd, a Széchenyi lánchíd. Ezt 1872–1876-ban a Margit híd, 1873–1877-ben a (népnyelven: déli) Összekötő vasúti híd, 1894–1896-ban a Ferenc József (mai Szabadság) híd, majd 1898–1903-ban a (régi) Erzsébet híd felépítése követte. 1903 után hosszú időre leálltak a budapesti hídépítkezések, és csak az 1930-as években folytatódtak.
Mivel a Dunán való átkelésért már 1703 óta vámot kellett fizetni, ez a jog 1849 után átszállt a hídhasználatra is. Ezért érthető volt, hogy a hidak építésekor minden híd két oldalára 2 vámházat építettek. (A vasúti hídhoz épült vámházakról nincs ismeret.) Ezek a hidak hasonlóan a korabeli művészet elvárásai szerint díszes historizáló stílusban épültek ki. A Margit-hídhoz csatlakozó vámházak csak 9 évvel a híd átadása után, 1884-ben készültek el.
A hídvámokat 1918-ban törölték el, a vámházakat pedig ezt követően szolgálati lakások, kisebb boltok céljára használták. A második világháború során a német csapatok felrobbantották Budapest hídjait. A háború utáni helyreállítások során a vámházak, illetve azok maradványai elbontásra kerültek. Két épület kerülte el ezt a sorsot: a Szabadság-híd pesti oldalán álló két vámszedőház. Ezek egyikében a hídmester kapott helyet, a másikában az 1990-es években hídtörténeti kiállítást alakítottak ki, amely azóta megszűnt.

## Lista
Az alábbi lista röviden összefoglalja az egyes vámszedőházak csoportjait.
| Híd neve                           | Csatlakozó vámházak száma | Építési idejük  | Elbontási idejük       | Korabeli kép (Pesti oldal) | Korabeli kép (Budai oldal) |
| ---------------------------------- | ------------------------- | --------------- | ---------------------- | -------------------------- | -------------------------- |
| Széchenyi lánchíd                  | 4                         | 1839–1849 körül | 1945 után              |                            |                            |
| Margit híd                         | 4                         | 1884            | 1945 után              |                            |                            |
| Margit híd Margit-szigeti lejárója | 2                         | 1900            |                        |                            |                            |
| Szabadság híd                      | 4                         | 1894–1896       | 1945 után (két épület) |                            |                            |
| régi Erzsébet híd                  | 4                         | 1898–1903       | 1945 után              |                            |                            |